# Androstephium

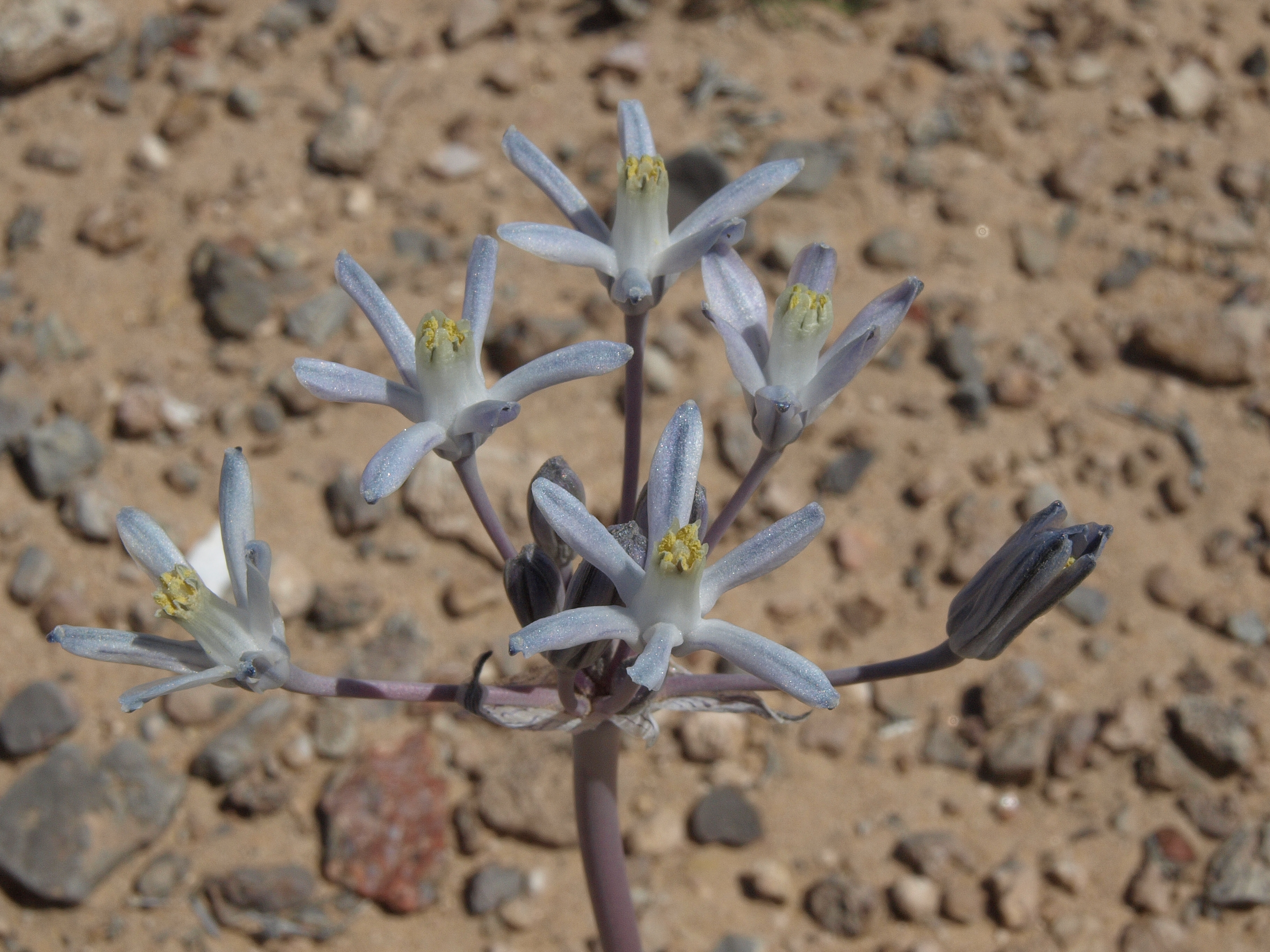
Androstephium breviflorum

Androstephium Ker Gawl. – rodzaj roślin z rodziny szparagowatych, obejmujący dwa gatunki, występujące w południowo-środkowych i południowo-zachodnich Stanach Zjednoczonych Ameryki Północnej.
Nazwa naukowa rodzaju pochodzi od greckich słów άνδρος (andros – mężczyzna, pręcik) i στέφανος (stephanos – korona) nawiązując do wierzchołkowych przyrostków obecnych u zespolonych pręcików.

## Morfologia
PokrójWieloletnie rośliny zielne.
PędPodziemna bulwa pokryta włóknistą okrywą.
LiścieLiście odziomkowe, równowąskie, kanalikowate.
KwiatyZebrane w baldachowaty kwiatostan, który wyrasta na cylindrycznym głąbiku. Kwiatostan wsparty jest trzema lancetowatymi podsadkami. Sześć listków okwiatu jest zrośniętych proksymalnie, mniej więcej na połowie swojej długości, w lejkowatą rurkę, powyżej są wolne. Okwiat biały do jasnofioletowego (A. breviflorum) lub błękitny do fioletowopurpurowego (A. coeruleum). Sześć pręcików jest nadległych na listkach okwiatu. Nitki pręcików są wzniesione i rozszerzone na całej długości, zespolone w rurkę z wzniesionymi, dwudzielnymi, wierzchołkowymi przyrostkami tworzącymi koronę pomiędzy ich główkami. Pylniki są przymocowane do nitek u nasady i skierowane do wewnątrz. Zalążnia jest zbudowana z trzech owocolistków, górna, siedząca i trójkomorowa. W każdej komorze znajduje się kilka zalążków. Szyjka słupka jest długa i smukła, zakończona drobnym trójklapowanym znamieniem.
OwoceTrójkanciaste, prawie kuliste, pękające szczelinami torebki, które zawierają czarne, płaskie nasiona, z łupiną ze skorupą.

## Systematyka
Pozycja systematycznaRodzaj z podrodziny Brodiaeoideae z rodziny szparagowatych Asparagaceae.
Ujęcie historyczneW Systemie Takhtajana z 1997 r. zaliczany do plemienia Brodieae w podrodzinie czosnkowych w rodzinie czosnkowatych (Alliaceeae). W systemie Kubitzkiego zaliczony do rodziny Themidaceae.
Wykaz gatunków
- Androstephium breviflorum S.Watson
- Androstephium coeruleum (Scheele) Greene